# Muscle & Fitness
Muscle & Fitness – amerykański miesięcznik kulturystyczny. Założony przez twórcę i prezesa Międzynarodowej Federacji Kulturystyki (IFBB) Joe Weidera w 1939 roku. Obecną nazwę "Muscle & Fitness" periodyk nosi od roku 1983, wcześniej nosił tytuł "Muscle Builder" (od 1969) i "Your Physique" (od 1939). W odróżnieniu od bliźniaczego "Flexa", nie jest magazynem stricte kulturystycznym – zamieszcza artykuły z dziedziny fitness, wrestlingu, konkurencji typu strongmen i ogólnych korzyści płynących ze zdrowego sposobu życia związanego z uprawianiem sportów siłowych i stosowaniem właściwej diety (jego objętość jest prawie dwukrotnie większa od "Flexa"). Publikowany jest w kilku krajach świata, jego wydawcą jest American Media, Inc. We wrześniu 1992 ukazał się pierwszy numer polskiej edycji miesięcznika. Istnieje także dodatek do magazynu pod nazwą "Muscle and Fitness Hers" zorientowany na kobiecą populację czytelników.